# Autopista Paralela al Mar
La Vía al Mar o Vía Cartagena-Barranquilla es un proyecto de Cuarta Generación (4G) que conecta a las dos ciudades principales de la región caribe de Colombia, en este caso Cartagena y Barranquilla por medio de 146,7 kilómetros de carretera asfaltada dividía en 110 kilómetros entre Cartagena y Barranquilla y 36,7 kilómetros entre el municipio de Malambo y Las Flores (Circunvalar de la prosperidad) 
Esta vía es prolongación de la avenida Enrique Olaya Herrera (carrera 46) de Barranquilla. Tiene una longitud aproximada de 100 km y su trayecto se desarrolla en el noroccidente del departamento del Atlántico, a pocos metros del Mar Caribe, de ahí su nombre. Pasa por las poblaciones de Puerto Colombia, zona rural de Tubará, Santa Verónica (corregimiento de Juan de Acosta) y zona rural de Piojó en el departamento del Atlántico, y por los corregimientos bolivarenses de Galerazamba, Pueblonuevo y Loma de Arena (de Santa Catalina), y Arroyo Grande (corregimiento de Cartagena), para terminar en la ciudad mencionada Cartagena de Indias por la Avenida Santander.